# Języki fars
Języki fars – zespół bardzo blisko spokrewnionych ze sobą języków w podgrupie południowo-zachodnioirańskiej.

## Klasyfikacja Merritta Ruhlena
Języki irańskie
- Języki zachodnioirańskie
  - Języki południowo-zachodnioirańskie
    - Języki perskie
    - Języki tackie
    - Języki luri
    - Języki fars
      - Język fars
      - Język lari

## Klasyfikacja Ethnologue
Języki irańskie
- Języki zachodnioirańskie
  - Języki południowo-zachodnioirańskie
    - Języki luri
    - Języki perskie
    - Języki tackie
    - Języki fars
      - Język fars
      - Język lari